# BamHI

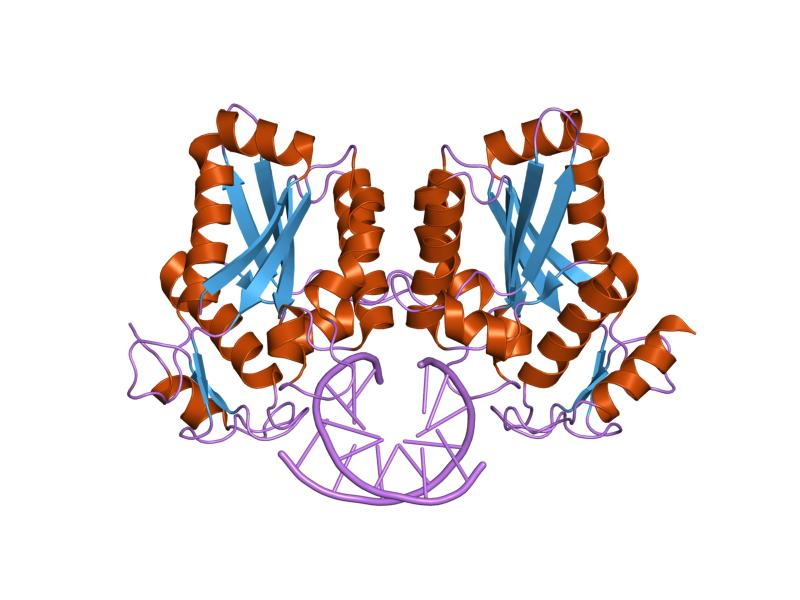
Restriktionsendonukleas BamHI bunden till ett ickespecifikt DNA.

BamHI (uttalas ”Bam H ett”) är ett typ II-restriktionsenzym som finns i Bacillus amyloliquefaciens. BamHI binder vid igenkänningssekvensen 5'-GGATCC-3', och klyver dessa sekvenser strax efter 5'-guaninen på varje sträng. Denna klyvning resulterar i klibbiga ändar som är 4 baspar långa. I sin obundna form visar BamHI ett centralt b-ark, som ligger mellan α-helices.
BamHI genomgår en serie okonventionella konformationsförändringar vid DNA-igenkänning. Detta gör att DNA kan behålla sin normala B-DNA-konformation utan att förvränga sig för att underlätta enzymbindning. BamHI är en symmetrisk dimer. DNA är bundet i en stor klyfta som bildas mellan dimerer där enzymet binder på ett "crossover"-sätt. Varje BamHI-underenhet gör majoriteten av sina ryggradskontakter med fosfaterna på en DNA-halvplats men basparkontakter görs mellan varje BamHI-underenhet och kvävebaser i huvudspåret på motsatt DNA-halvplats. Proteinet binder baserna genom antingen direkta vätebindningar eller vattenmedierade H-bindningar mellan proteinet och varje H-bindningsgivare/acceptorgrupp i huvudspåret. Större spårkontakter bildas av atomer som ligger på amino-terminalen i en parallell 4 helixbunt. Denna bunt markerar BamHI-dimergränssnittet, och man tror att dipolmomenten hos NH2-terminala atomer på denna bunt kan bidra till elektrostatisk stabilisering.

## Platser för erkännande mellan BamHI och DNA
BamHI-enzymet kan göra ett stort antal kontakter med DNA. Vattenmedierad vätebindning, liksom både huvudkedje- och sidokedjeinteraktioner, hjälper till att binda BamHI-igenkänningssekvensen. I huvudspåret sker majoriteten av enzym-/DNA-kontakterna vid aminoänden i parallell-4-helix-bunten, som består av a4 och a6 från varje underenhet. Även om a6 från varje underenhet inte kommer in i DNA-huvudspåret, interagerar dess föregående slingor med de yttre ändarna av igenkänningsstället. Omvänt kommer a4 från varje underenhet in i huvudspåret i mitten av igenkänningssekvensen. Totalt bildas 18 bindningar mellan enzymet och DNA över 6 basparigenkänningssekvensen (12 direkta och 6 vattenmedierade bindningar). Arg155 och Asp154 som ligger i en spiralring före a6 är anslutna till G:C-baspar utanför medan de mellersta G:C-paren är anslutna till Asp154, Arg122 och Asn116 (direktbindning). Vätebindning mellan vatten och Asn116 resulterar i bindning vid A:T-baspar inuti (vattenmedierad bindning). Som diskuterats ovan binder L- och R-underenheterna på ett crossowersätt, varigenom R-subenheten av BamHI kommer i kontakt med den vänstra DNA-halvplatsen för igenkänningssekvensen. Bindningen av varje BamH I-underenhet är exakt densamma som dess symmetriska partner. Igenkänningsplatsen för BamHI har en palindromisk sekvens som kan halveras för att underlätta visning av bindningar.

## Igenkänningsplats
```
G 
G
 A T C
 C
C C T A 
G
 G
```

I slutet av 2010 fanns det 5 kristallstrukturer av BamHI i Protein Data Bank

## Tvåmetallmekanism
BamHI, liksom andra typ II-restriktionsendonukleaser, kräver ofta tvåvärda metaller som kofaktorer för att katalysera DNA-klyvning. Tvåmetalljonmekanismen är en av de möjliga katalytiska mekanismerna för BamHI eftersom BamHI-kristallstrukturen har förmågan att binda två metalljoner på det aktiva stället, vilket är lämpligt för att den klassiska tvåmetalljonmekanismen ska kunna fortsätta. Tvåmetalljonmekanism är användningen av två metalljoner för att katalysera klyvningsreaktionen av restriktionsenzym. 
BamHI har tre kritiska aktiva platsrester som är viktiga för metallkatalysator. De är kända som Asp94, Glu111 och Glu113. Dessa rester är vanligtvis sura. I närvaro av en metalljon pekas resterna mot metalljonen. I frånvaro av metalljoner pekas resterna utåt. De två metalljonerna (A och B) är 4,1 från varandra på det aktiva stället och är i linje med dessa rester. I allmänhet, när de två metalljonerna (A och B) är bundna till det aktiva stället, hjälper de till att stabilisera en klusterfördelning av negativa laddningar lokaliserade på den aktiva platsen som skapas genom att en syreatom lämnar under övergångstillståndet. Först aktiveras en vattenmolekyl av metalljon A på den aktiva platsen. Denna vattenmolekyl kommer att fungera som den attackerande molekylen som attackerar BamHI-DNA-komplexet och därmed gör komplexet negativt. Senare kommer ett annat vatten att bindas till metalljon B och donera en proton till den lämnande gruppen av komplex, vilket stabiliserar uppbyggnaden av negativ laddning på den lämnande syreatomen.
Funktionen av Ca2+ på den aktiva platsen för BamHI är känd. Det är en hämmare av DNA-klyvning som omvandlar BamHI till det pre-reaktiva tillståndet. Detta avslöjade att vattenmolekylen är den attackerande molekylen. Den donerar en proton till den lämnande gruppen som är begränsad till Ca2+ och bildar en 90o O-P-O-bindningsvinkel. Om Glu 113 ersätts av lysin förloras klyvningen eftersom Glu 113 accepterar protonen från den attackerande vattenmolekylen.

## Biologisk betydelse
På grund av dess förmåga att känna igen specifik DNA-sekvens och klyva av ett nukleas, har BamHI olika betydelser för att förstå typ II-restriktionsendonukleas, kloning av DNA och eventuellt behandling av vissa DNA-mutationsbaserade sjukdomar genom genetisk terapi. NARP- och MILS-syndrom är till exempel mitokondriella sjukdomar som kan orsakas av mutationer i mitokondriellt DNA. Mitokondrier kan återställa sina funktioner efter excision av mutantsekvensen genom restriktionsendonukleas.